# مخيم الجلزون
مخيم الجلزون للاجئين الفلسطينيين تأسس عام 1949 فوق مساحة من الأرض تبلغ 0.25 كيلومتر مربع على تلة صخرية تبعد مسافة 7 كيلومترات شمال رام الله، ويقع بالقرب من قرية جفنا. وينحدر أصل سكان المخيم من 36 قرية تابعة لمناطق اللد والرملة. ومثله مثل باقي المخيمات في الضفة الغربية، فقد بني المخيم فوق قطعة من الأرض قامت الأونروا باستئجارها من الحكومة الأردنية. وأصبح المخيم تحت السيطرة الإسرائيلية الفلسطينية المشترك في أعقاب اتفاقيات أوسلو.
وتتصل كافة المساكن بالبنية التحتية لشبكتي الكهرباء والماء العامة، إلا أن العديد منها ليست متصلة بنظام الصرف الصحي، وبدلاً من ذلك فهي تلجأ لاستخدام مراحيض خاصة متصلة بحفر امتصاصية أو تلجأ بالسماح للمياه العادمة بالجريان في الطرقات.

## التسمية
سمي المخيم هذا الاسم نسبة إلى عين الجلزون والتي لا زالت آثارها حية وموجودة. وأما المصدر الثاني نسبة إلى واد الحلزون الكبير ثم حرفت فيما بعد إلى الجلزون وهذه الراوية ضعيفة الآن. وأما الرواية الأخرى وهي أرض الينابيع الوافرة ويعود ذلك لكون كلمة الجلزون كلمة يونانية مكونة من مقطعين الأول (Jalaz) وتعني الينابيع الوافرة وثاني (zone) وتعني منطقة وإذا جمعنا المقطعين يصبح اسمها أرض الينابيع الوفيرة وانتشار آبار المياه الجوفية الكثيرة التي يزيد تعدادها عن (300) .

## الموقع الجغرافي والتركيبة السكانية
يقع إلى الشمال من مدينة رام الله، وإلى الغرب من الطريق الرئيس، الواصل بين رام الله ونابلس، وتحيط به من الشمال أراضي جفنا، وعين سينيا، وبلدة بيرزيت. ومن الشرق قرية دورا القرع. بلغت مساحته، عند إقامته، عام 1949، حوالي 240 دونماً، ثم امتدت إلى 337 (أي 0.3 كم مربع)، عام 1988، منها 237 دونماً أراضٍ زراعية.

## السكان
بلغ عدد السكان، عام 1967 حوالي 3071 نسمة، وهم موزعون على 635 أُسرة، وبلغ عدد اللاجئين لدى "الوكالة"، عام 1997، 7160 نسمة. غالبية السكان فهم من اللاجئين، منذ عام 1948، ويشكلون ما نسبته 100% من مجموع سكان المخيم، يشكل اللاجئون من بيت نبالا ما نسبته 30%، اللد 17%، العباسية 13%، وباقي سكان المخيم من قرى عنابة، ام الزينات، الدوايمة، السافرية، كفر عانا،
رنتية، المزيرعة، دير طريف، الرملة، وادي حنين، طيرة دندن، قولة، سلمة، صرفند الخراب، صرفند العمار، ساقية، الحديثة، البرّية، صبارين، الخيرية وغيرها.
بينما نزح الجزء الباقي عام 1967، من قريتي بيت نوبا، وعمواس بعد أن تم تدميرهما وتشريد السكان. في مخيم الجلزون كثافة سكانية عالية، كما هي الحال في بقية المخيمات الفلسطينية في الداخل والخارج، وارتفع خلال العشر سنوات التالية إلى 15000 نسمة حسب إحصائية العام 2007.

## الجلزون والاحتلال الإسرائيلي
يقع المخيم في مشاريع التوطين الإسرائيلية، ضمن البند القاضي بهدم المخيم، لوجوده في ضواحي القدس ورام الله[بحاجة لمصدر]، ونقل سكانه إلى منطقة الأغوار، ورافق هذه العملية زحف استيطاني باتجاه المخيم، فقد أُقيمت مستوطنة بيت إيل أ، في عام 1977، على أراضي قريتي بيتين ودورا القرع، القريبتين من المخيم، والواقعتين شمال رام الله، وهذه المستوطنة تابعة لحركة غوش إيمونيم الصهيونية .

## التعليم في الجلزون
يوجد في المخيم مدرستين تابعتين لوكالة الغوث التابعة للأمم المتحدة، واحدة للإناث والأخرى للذكور، وكل منها أساسية للصف التاسع، كما قامت وزارة التربية بتمويل من الحكومة الألمانية ببناء مدرسة ثانوية للإناث، مجهزة بأحدث الأجهزة ومبنية على النظام الأوروبي الحديث، وتم بناء مدرسة ثانوية للذكور مجهزة أيضاً بأحدث الأجهزة .